# Diacereína
La diacereína (DCI), también conocida como diacetilreína, es un medicamento usado en el tratamiento de la artrosis. Es un inhibidor de la  interleukina-1. 
Una revisión de la Colaboración Cochrane encontró que la diacereína era poco, pero significativamente, más efectiva que el placebo. La diacereína tiene un efecto discreto que alivia el dolor y disminuye la progresión de la enfermedad de cadera.

## Efectos secundarios
Los efectos secundarios más frecuentes del tratamiento con diacereína son gastrointestinales, como la diarrea dolor abdominal y rush cutáneo.
En octubre de 2020, la Administración de Drogas y Alimentos de los EE. UU . (FDA) requirió que la etiqueta del medicamento se actualizara para todos los medicamentos antiinflamatorios no esteroides para describir el riesgo de problemas renales en los bebés por nacer que resultan en un nivel bajo de líquido amniótico. Recomiendan evitar los AINE en mujeres embarazadas a las 20 semanas o más tarde del embarazo.